# Abendklänge (Bruckner)
Das kleine Charakterstück Abendklänge für Violine und Klavier, WAB 110, entstand 1866 als Gelegenheitswerk zu der Zeit, als Bruckner an der ersten Symphonie arbeitete.

## Geschichte
Bruckner komponierte das Stück am 7. Juni 1866. Er widmete es Hugo von Grienberger, einem Beamten am Bezirksgericht. Wann das Stück aufgeführt wurde, ist nicht bekannt.
Das Originalmanuskript befindet sich im Archiv der Österreichischen Nationalbibliothek. Ein Faksimile davon wurde zuerst in Band I, S. 104–105 der Göllerich/Auer-Biographie veröffentlicht. Das Werk erscheint in Gesamtausgabe, Band XII/7.

## Musik
Das 36-Takte lange Werk in e-Moll ist für Violine und Klavier geschrieben. Von den 36 Takten werden nur 14 (Takte 17–20 und 23–32) von der Violine gespielt.

## Diskografie
Es gibt drei Aufnahmen von Abendklänge:
- Josef Sabaini (Violine), Thomas Kerbl (Klavier), Anton Bruckner Chöre/Klaviermusik – CD: LIVA 034, 2009
- Wolfgang Göllner (Violine), Albert Sassmann (Klavier), 5 aus Österreich – CD: KKV Records[4]
- Alexander Knaak (Violine), Daniel Linton-France (Klavier) in: Bruckner, Anton – Böck liest Bruckner II – CD: Gramola 99237, 2020